# Rades de Abajo
Rades de Abajo es una localidad perteneciente al municipio de Pedraza, en la provincia de Segovia, comunidad autónoma de Castilla y León, España. 
En 2023 contaba con 126 habitantes.

## Demografía
| 168           | 170 | 179 | 172 | 169 | 156 | 159 | 155 | 151 | 117 | 114 | 120 |
| (Fuente: INE) |     |     |     |     |     |     |     |     |     |     |     |